# 丁公路街道
丁公路街道是中华人民共和国江西省南昌市西湖区下辖的一个乡镇级行政单位。
地名來源待攷. 
簡史：
一九六六年至一九六七年，本地區稱為工商街公社
一九六八年至一九七八年，本地區稱為安源路公社
一九七九年至一九八三年，本地區稱為安源路街道
一九八四年，改稱丁公路街道
（ 資料來源：丁公路街道 維基百科 ）

## 行政区划
丁公路街道下辖以下地区：
金盘西路社区、广场东路社区、丁公路社区、金盘东路社区、精密巷社区、岔道口西路社区、二七南路北社区、八一大道家委会、交通厅家委会、长运家委会、新华家委会、机械厅家委会、地勘局家委会、市政家委会、北苑家委会、南苑家委会、恒茂华城社区、府前社区和建功社区。